# Bridget Bevan
Bridget Bevan, également connue sous le nom de Madame Bevan, née le 30 octobre 1698 à Derllys Court, et morte le 11 décembre 1779 à Laugharne, est une éducatrice galloise et une bienfaitrice publique. Elle est la principale partisane de Griffith Jones et de son système d'écoles nomades.

## Biographie
Originaire de Llannewydd (en), dans le Carmarthenshire, au pays de Galles, Bridget Vaughan est la plus jeune fille d’Elizabeth Thomas (décédée en 1721) et du philanthrope John Vaughan (1663-1722), patron des écoles de la Society for the Promotion of Christian Knowledge (SPCK). Le 30 décembre 1721, elle se marie avec Arthur Bevan (1689-1743), un avocat local et député de Carmarthen, à l'église de Merthyr. Elle est l'héritière de son oncle, John Vaughan de Derllys.
Bridget Bevan partage l'intérêt de son père pour la philanthropie. En 1731, elle soutient financièrement le recteur de Llanddowror, Griffith Jones, pour établir une école expérimentale. Ce concept repose sur le système d'écoles de bienfaisance nomades galloises, qui se déplacent de village en village, et favorisent ainsi l’instruction des enfants et des adultes à travers le pays de Galles. L'enseignement est dispensé en gallois. 
Une grande partie de la richesse considérable de Madame Bevan est consacrée à rendre ces écoles gratuites. Jones emménage avec Bridget Bevan en 1755, après la mort de sa femme. En 1761, il décède à son tour, et Bevan prend la direction du projet éducatif,.

## Reconnaissance
Au cours des dix-huit années suivantes, Bridget Bevan fait preuve d'un sens aigu des affaires et de compétences organisationnelles. Entre 1736 et 1776, 6 321 écoles sont fondées et 304 475 élèves, adultes et enfants, sont scolarisés. Il est estimé qu'à cette époque, la moitié de la population du Pays de Galles fréquente une école nomade, et que la nation atteint alors l'un des taux d'alphabétisation les plus élevés d'Europe. En 1764, la nouvelle du succès de cette initiative éducative remonte attire l’attention de l'impératrice Catherine II, qui ordonne à ses ministres de se renseigner sur le projet. 

## Héritage
Bridget Bevan décède à Laugharne en 1779, et lègue 10 000 £ de sa fortune aux écoles. L'amiral William Lloyd, conteste cependant son testament devant la chancellerie. Le conflit dure près de trente, période pendant laquelle la somme  atteint plus de 30 000 £. En 1804, l'argent est finalement débloqué et consacré aux projets éducatifs soutenus par Mme Bevan.
En 1854, les écoles nomades disparaissent, absorbées par le système de la Société nationale.
Bridget Bevan fait partie des femmes citées dans l’œuvre féministe de Judy Chicago, nommée The Dinner Party.